# Lluís Rodés i Campderà
Lluís Rodés i Campderà (Santa Coloma de Farners, Selva, 31 de desembre de 1881 - Biniaraix, Mallorca, 1939) fou un astrònom català.
Va ingressar a la Companyia de Jesús el 1897. Estudià Filosofia, que compaginà amb el seu interès per l'astronomia i de la física de l'atmosfera. En completar els seus estudis teològics, sent professor del col·legi de Sarrià, fou enviat per la Companyia a Suècia com a representant de l'Observatori de l'Ebre, de titularitat jesuïta, per estudiar l'eclipsi total del 21 d'agost de 1914.
Com a astrònom, va tenir l'oportunitat de formar-se i perfeccionar els seus coneixements als grans centres de l'astronomia mundial del primer terç del segle xx. Així, va poder treballar durant un any a l'observatori de Mount Wilson, a Califòrnia, que comptava en aquells anys amb el telescopi més gran del món. També feu estudis astronòmics a Harvard. L'any 1920 fou nomenat director de l'Observatori de l'Ebre. Com a director, va incorporar els avenços tècnics i experimentals més avançats a l'observatori ebrenc, que estava especialitzat, sobretot, en l'estudi de la influència de l'activitat solar en els fenòmens geofísics.
Fou membre de la Unió Astronòmica Internacional des de la seva fundació el 1919, i de les societats astronòmiques d'Espanya, França, Alemanya i els Estats Units. Autor prolífic, publicà més de seixanta obres i investigacions, entre les quals destaquen El firmamento i Los eclipses de estrellas por planetas. Pronuncià una conferència al Palau de la Música Catalana l'any 1920 sota el títol Harmonies del firmament.
En esclatar la Guerra Civil hagué d'abandonar l'Observatori i es va refugiar a Biniaraix, prop de Sòller, on va morir l'any 1939.